# 319 Leona
Leona (asteroide 319) é um asteroide da cintura principal com um diâmetro de 68,16 quilómetros, a 2,6204854 UA. Possui uma excentricidade de 0,2267546 e um período orbital de 2 278,71 dias (6,24 anos).
Leona tem uma velocidade orbital média de 16,1793305 km/s e uma inclinação de 10,55566º.
Este asteroide foi descoberto em 8 de Outubro de 1891 por Auguste Charlois.